# Yasushi Kita
Yasushi Kita (jap. 喜多 靖, Kita Yasushi; * 25. April 1978 in der Präfektur Osaka) ist ein ehemaliger japanischer Fußballspieler.

## Karriere
Kita erlernte das Fußballspielen in der Schulmannschaft der Kindai University High School. Seinen ersten Vertrag unterschrieb er 1997 bei Júbilo Iwata. Der Verein spielte in der höchsten Liga des Landes, der J1 League. Mit dem Verein wurde er 1997 und 1999 japanischer Meister. Für den Verein absolvierte er 11 Erstligaspiele. 2000 wechselte er zum Ligakonkurrenten JEF United Ichihara. Für den Verein absolvierte er 14 Erstligaspiele. 2002 wechselte er zum Zweitligisten Cerezo Osaka. 2002 wurde er mit dem Verein Vizemeister der J2 League und stieg in die J1 League auf. 2003 erreichte er das Finale des Kaiserpokal. Für den Verein absolvierte er 55 Spiele. 2004 wechselte er zum Ligakonkurrenten Albirex Niigata. Für den Verein absolvierte er 45 Erstligaspiele. 2007 wechselte er zum Zweitligisten Thespa Kusatsu. Für den Verein absolvierte er 61 Spiele. 2010 wechselte er zum Drittligisten Gainare Tottori. 2010 wurde er mit dem Verein Meister der Japan Football League und stieg in die J2 League auf. Für den Verein absolvierte er 44 Spiele. Ende 2011 beendete er seine Karriere als Fußballspieler.

## Erfolge
Júbilo Iwata
- J1 League

Meister: 1997, 1999
Vizemeister: 1998
- J.League Cup

Sieger: 1998
Finalist: 1997
Cerezo Osaka
- Kaiserpokal

Finalist: 2003